# لعلعة
لَعْلَعَة أو المَكْرُ (الاسم العلمي: Polycarpaea)، جنس نباتات من فصيلة الخمانية. وصف هذه الجنس من قبل جان بابتيست لامارك في عام 1792. أنواعه 50 أغلبها في العالم القديم.